# 25189 Glockner
A 25189 Glockner (ideiglenes jelöléssel 1998 SD118) a Naprendszer kisbolygóövében található aszteroida. A LINEAR projekt keretében fedezték fel 1998. szeptember 26-án.